# Gezeitenwelt
Bei der Gezeitenwelt handelt es sich um eine Reihe von Fantasy-Romanen, die in einer Fantasiewelt spielen, die selbst auch als Gezeitenwelt bezeichnet wird. Diese wird von einem Kometensplitter getroffen: die Folgen sind gigantische Tsunamis, eine weltweite Klimakatastrophe und das Erwachen einer geheimnisvollen Magie, die anscheinend Träume und Vorstellungen wirklich werden lässt.
Nach der ersten Romanstaffel bestand vom Piper Verlag nur mehr das Angebot, die Reihe mit einem Roman statt der geplanten weiteren acht zu Ende zu bringen. Dieses Angebot haben die Autoren nicht wahrgenommen. Momentan ruht die Romanreihe daher.

## Autoren
Die Romane werden von den Autoren Bernhard Hennen, Hadmar von Wieser, Thomas Finn und Karl-Heinz Witzko geschrieben, die sich zusammen das Pseudonym Magus Magellan gegeben haben. Dabei steht Magus für die Magie auf der Gezeitenwelt und Magellan für die Entdeckerkomponente in den Romanen. Bekannt sind die Autoren unter anderem durch Publikationen für das Rollenspiel Das Schwarze Auge.

## Bücher
Die Gezeitenwelt-Saga umspannt einen fiktiven Zeitrahmen von etwa 50 Jahren und ist grob in drei Roman-Staffeln untergliedert.
- Präludium
  - Das Geheimnis der Gezeitenwelt (10/2004) ISBN 3-492-26566-9 (TB)
- 1. Romanstaffel
  - Der Wahrträumer von Bernhard Hennen (10/2002) ISBN 3-492-70051-9 (HC) / ISBN 3-492-26541-3 (TB)
  - Himmlisches Feuer von Hadmar von Wieser (03/2003) ISBN 3-492-70052-7 (HC) / ISBN 3-492-26542-1 (TB)
  - Das Weltennetz von Thomas Finn (09/2003) ISBN 3-492-70054-3 (HC) / ISBN 3-492-26543-X (TB)
  - Die Purpurinseln von Thomas Finn (04/2004) ISBN 3-492-70055-1 (HC) / ISBN 3-492-26544-8 (TB)
  - Das Traumbeben von Karl-Heinz Witzko (10/2004) ISBN 3-492-70053-5 (HC) / ISBN 3-492-26545-6 (TB)

Die Bücher haben den Deutschen Rollenspiele Preis 2003 und 2004 für den besten Roman gewonnen.

## Illustrationen
Die Weltkarten wurden von Franz Vohwinkel gestaltet, der durch die Illustration von Spielebestsellern, wie Die Siedler von Catan und Magic: The Gathering bekannt geworden ist. Die Innenillustrationen sind von der deutschen Zeichnerin Caryad, die  vor allem durch das Rollenspiel Das Schwarze Auge bekannt geworden ist.